# Rio Conceição (Ceará)
O rio Conceição ou  riacho Conceição é um curso de água que banha o estado do Ceará, no Brasil. É um afluente do rio Jaguaribe.
Sua nascente está na chapada do Araripe no município de Salitre, atravessa Campos Sales e Antonina do Norte e desemboca no rio Jaguaribe a altura do município de Saboeiro. No seu leito está o Açude Poço da Pedra, principal fonte de água para a cidade de Campos Sales.ele banha a metade do município e mais algumas cidades vizinhas a ela. O rio Conceição um dos maiores rios da chapada do araripe.